# Natividade (Tocantins)
Natividade es un municipio brasileño del estado del Tocantins. 

## Geografía
Se localiza a una latitud 11º42'35" sur y a una longitud 47º43'24" oeste, estando a una altitud de 323 metros. Posee un área de 3 210,95 km².
Su población estimada en 2004 era de 9 407 habitantes.

## Historia
El antiguo Arraial de São Luiz (localizado en la sima de la sierra que está al lado de la ciudad) fue creado en 1734 y es el más antiguo núcleo urbano ya fundado en el estado del Tocantins.

## Festividad
La fiesta católica del Señor de Bonfim es la más tradicional del estado de Tocantins.